# Maria Cristina de Austria
Maria Christina de Austria (Maria Christina Désirée Henriette Felicitas Rainiera von Habsburg-Lothringen, 21 iulie 1858 – 6 februarie 1929) a fost a doua soție a regelui Alfonso al XII-lea al Spaniei și regentă a Spaniei în timpul minoratului fiului ei Alfonso al XIII-lea al Spaniei.

## Biografie

### Primii ani
Cunoscută în familie sub numele Christa, s-a născut la Castelul Židlochovice în Moravia, fiică a Arhiducelui Karl Ferdinand de Austria și a soției lui, Arhiducesa Elisabeta Franziska de Austria.
Bunicii paterni au fost Arhiducele Carol de Austria și Prințesa Henriette Alexandrine de Nassau-Weilburg.

### Căsătorie și copii

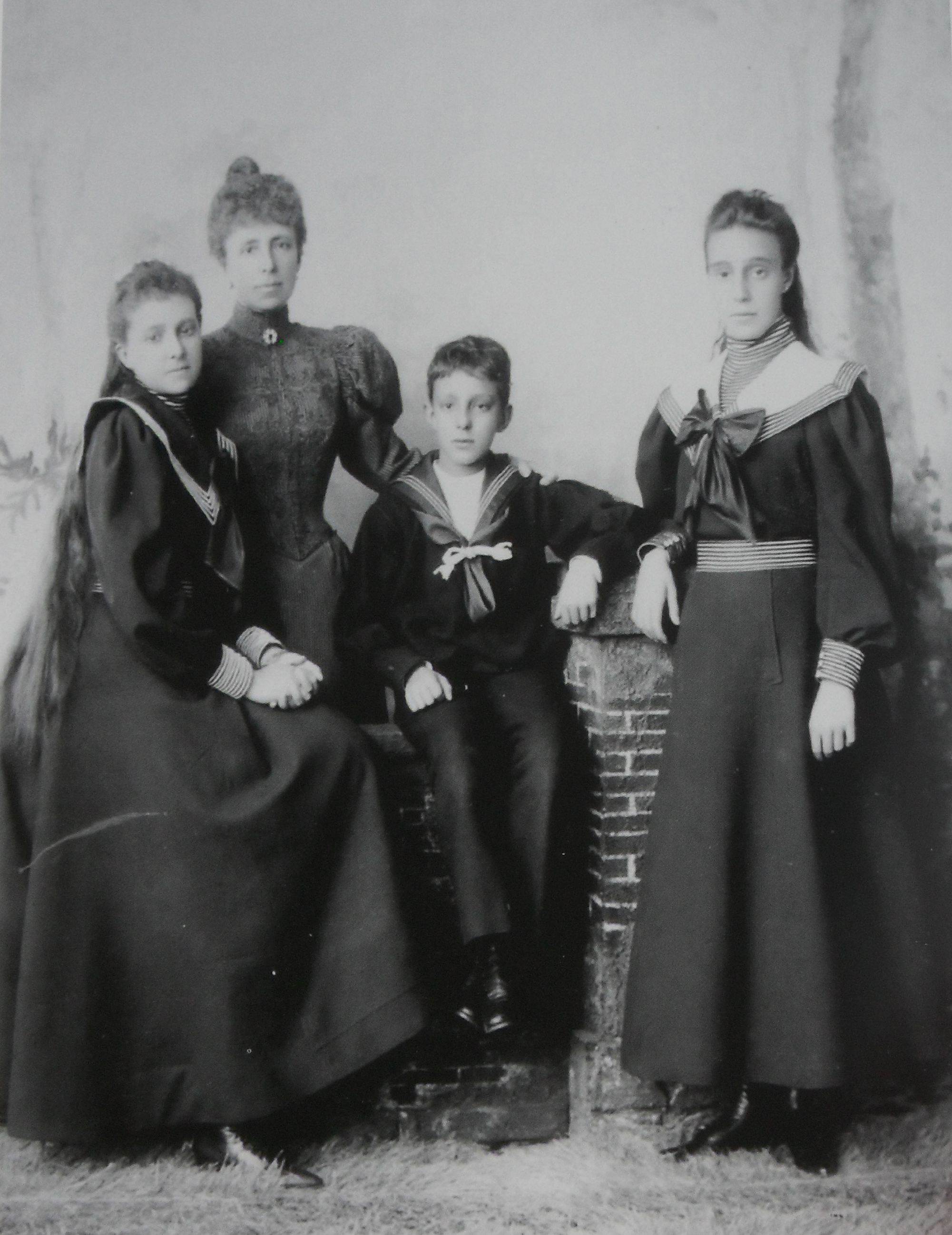
Maria Christina cu cei trei copii

Maria Christina s-a căsătorit cu regele Alfonso al XII-lea al Spaniei la 29 noiembrie 1879 la biserica Atocha din Madrid și a fost mama a trei copii:
- Infanta Mercedes, Prințesă de Asturia; căsătorită cu Prințul Carlos de Bourbon-Două Sicilii
- Infanta Maria Teresa a Spaniei; căsătorită cu Prințul Ferdinand de Bavaria
- Alfonso al XIII-lea al Spaniei; căsătorit cu Victoria Eugenie de Battenberg

Soția anterioară a lui Alfonso al XII-lea a fost Mercedes de Orléans, care a murit la șase luni după căsătorie, fără copii.
Când regele a murit, Maria Cristina era însărcinată așa că tronul era vacant și depindea de copilul nenăscut al reginei; un fiu ar fi devenit rege în timp ce o fiică ar fi plasat-o pe infanta María Mercedes pe tron. În această perioadă, Maria Cristina a fost regentă, până când s-a născut copilul ei, un fiu.
Maria Christina a continuat să fie regentă până la majoratul lui Alfonso al XIII-lea în 1902. Sfătuitorul ei a fost Práxedes Mateo Sagasta. Domnia ei a fost descrisă ca fiind bine echilibrată și în conformitate cu respectarea drepturilor constituționale; multe reforme politice au fost luate în timpul domniei sale pentru a preveni conflictele politice și haosul. Rolul ei a fost în cea mai mare parte ceremonial, iar scopul ei a fost de a păstra coroana pentru fiul ei, până când acesta a devenit adult. După căsătoria fiului ei în 1906, ea și-a pierdut poziția de prima doamnă de la curte și a devenit regina-mamă.
A murit la Palatul Regal din Madrid și a fost înmormântată la El Escorial.

## Arbore genealogic
1. ↑  KALLIOPE Austria (PDF), p. 31